# Bachelor Mother
Bachelor Mother (bra Mãe por Acaso) é uma comédia cinematográfica estadunidense de 1939, realizada por Garson Kanin.
Anos depois, foi refilmado como Bundel of Joy.

## Resumo
Rogers adopta um órfão e o seu patrão pensa que ela é mãe. Não vale de nada protestar, mas felizmente ainda há o seu filho Niven, que lhe dá uma ajuda.

## Elenco
- Ginger Rogers
- David Niven
- Charles Coburn
- Frank Albertson
- Ernest Truex